# Callopistria montana
Callopistria montana är en fjärilsart som beskrevs av Holloway 1976. Callopistria montana ingår i släktet Callopistria och familjen nattflyn. Inga underarter finns listade i Catalogue of Life.